# Milewicze
Milewicze (biał. Мілевічы; ros. Милевичи) – wieś na Białorusi, w obwodzie homelskim, w rejonie żytkowickim, w sielsowiecie Milewicze, nad Słuczą.
Siedziba parafii prawosławnej; znajduje się tu cerkiew pw. św. Jana Teologa.

## Historia
W XIX i w początkach XX w. położone były w Rosji, w guberni mińskiej, w powiecie mozyrskim. Położenie wśród mokradeł powodowało, że Milewicze opisywane były jako miejscowość odludna. 
W dwudziestoleciu międzywojennym leżały w Polsce, w województwie poleskim, w powiecie łuninieckim, w gminie Lenin (Sosnkowicze). Wieś położona była przy granicy ze Związkiem Sowieckim, którą wyznaczała tu Słucz. Znajdowała się tu wówczas strażnica KOP „Milewicze”.
W 1921 miejscowość liczyła 936 mieszkańców, zamieszkałych w 146 budynkach, w tym 877 Białorusinów, 45 Żydów, 3 Polaków, 1 Rusina i 10 osób innej narodowości. 875 mieszkańców było wyznania prawosławnego, 58 mojżeszowego i 3 rzymskokatolickiego.
Po II wojnie światowej w granicach Związku Sowieckiego. Od 1991 w niepodległej Białorusi.

## Milewicze w kulturze
Milewicze są jednym z miejsc, w których rozgrywa się akcja powieści Sergiusza Piaseckiego Piąty etap. Autor opisując wieś i jej okolice w 1923, zwraca uwagę na wszechobecne błoto oraz nędze większą niż w innych rejonach kraju. Powieść opisuje także nielegalną przeprawę przez granicę na Słuczy.